# Jesper Borup
Jesper Borup (f. 1971 i Svendborg) dansk radiovært og journalist, især kendt for sit arbejde med københavneralarm (#kbhalarm) og konstruktiv journalistik og som vært på P1 og P4 Fyn.
Pioner indenfor konstruktiv journalistik, som han siden 2007 har været med til at udvikle, praktisere og konceptualisere gennem mange år i radioen, især på P4 Fyn og i programmet Public Service på P1. Derudover har han været med til at sprede viden om konstruktiv journalistik som underviser og oplægsholder i Danmark og udlandet. 
Radioprogrammet Public Service fremhæves som et forbillede for fremtidens konstruktive journalistik i EBU-rapporten ”50 ways to make it better – building audience and trust.”
I 2013 medstifter af dskj, Dansk Selskab for Konstruktiv Journalistik, sammen med Cathrine Gyldensted, Lotte Rosdahl, Ulrik Haagerup, Peter Bro, Fred Jacobsen og Morten Rønnelund.  
Uddannet på DRs talenthold 1996 – 1998 sammen med Christina Høier, Ane Saalbach og Mads Brügger.                        
Medforfatter til bøgerne ”Grænseløs nu – få så det interview gjort færdig” og ”Så blev det Schengen” m. bl.a. Poul Majgaard, og ”Syv journalistiske benspænd” m. bl.a. Nana Toft.
Forfatter til rapporten ”Problemløsende journalistik i avisen,” efter samarbejde med Jydske Vestkysten og Fyns Amts Avis om udvikling af konstruktiv journalistik, 2011.
Medvirker i bøgerne ”From Mirrors to movers” af Cathrine Gyldenssted, ”Vi mødte Jesus” af Charlotte Rørth og ”Psykologien i familien” af Bodil Nørgaard og Lisbeth Kromann.                                                
Vinder af Frode Jakobsen Prisen 1998 sammen med resten af Polaroid-redaktionen på P1 (Mikkel Krause, Kenan Seeberg, Poul Majgaard.)
Med samme hold Cavlingnomineret 1998.
Indstillet til Prix Italia 2009 med ”Diane – en sang har et liv.”
Årets værter på P4 2015 sammen med Julie Lindegaard.
Fem gange nomineret til Prix Radio. Vundet en.                    
Desuden foredragsholder, moderator og lydbogsindlæser.

Borup har tre børn.